# ورا کروز، باهیا
ورا کروز، باهیا (به پرتغالی: Vera Cruz, Bahia) یک شهرستان برزیل در برزیل است که در باهیا واقع شده‌است.